# Bruguières
Bruguières è un comune francese di 5 010 abitanti situato nel dipartimento dell'Alta Garonna nella regione dell'Occitania.

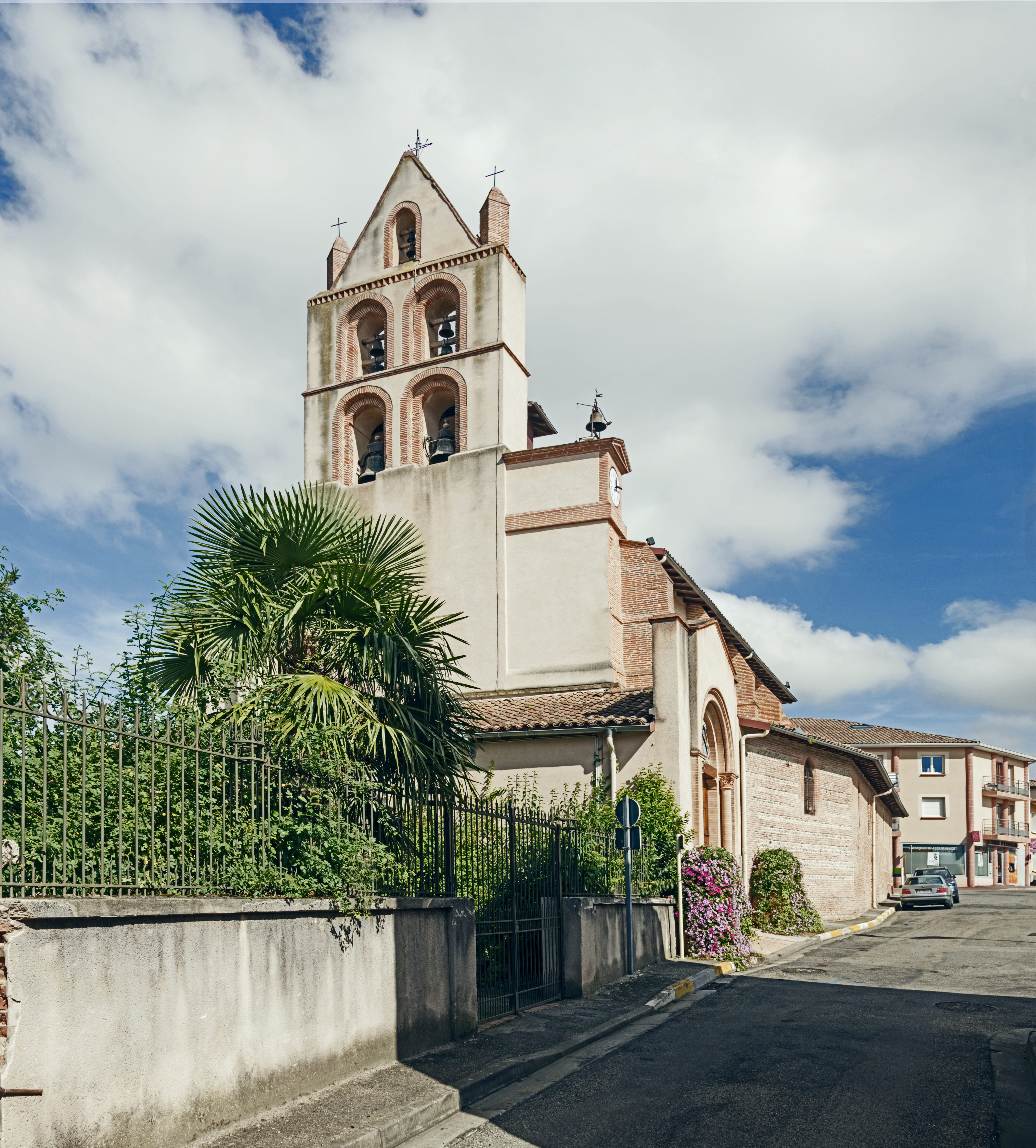
Église Saint-Martin
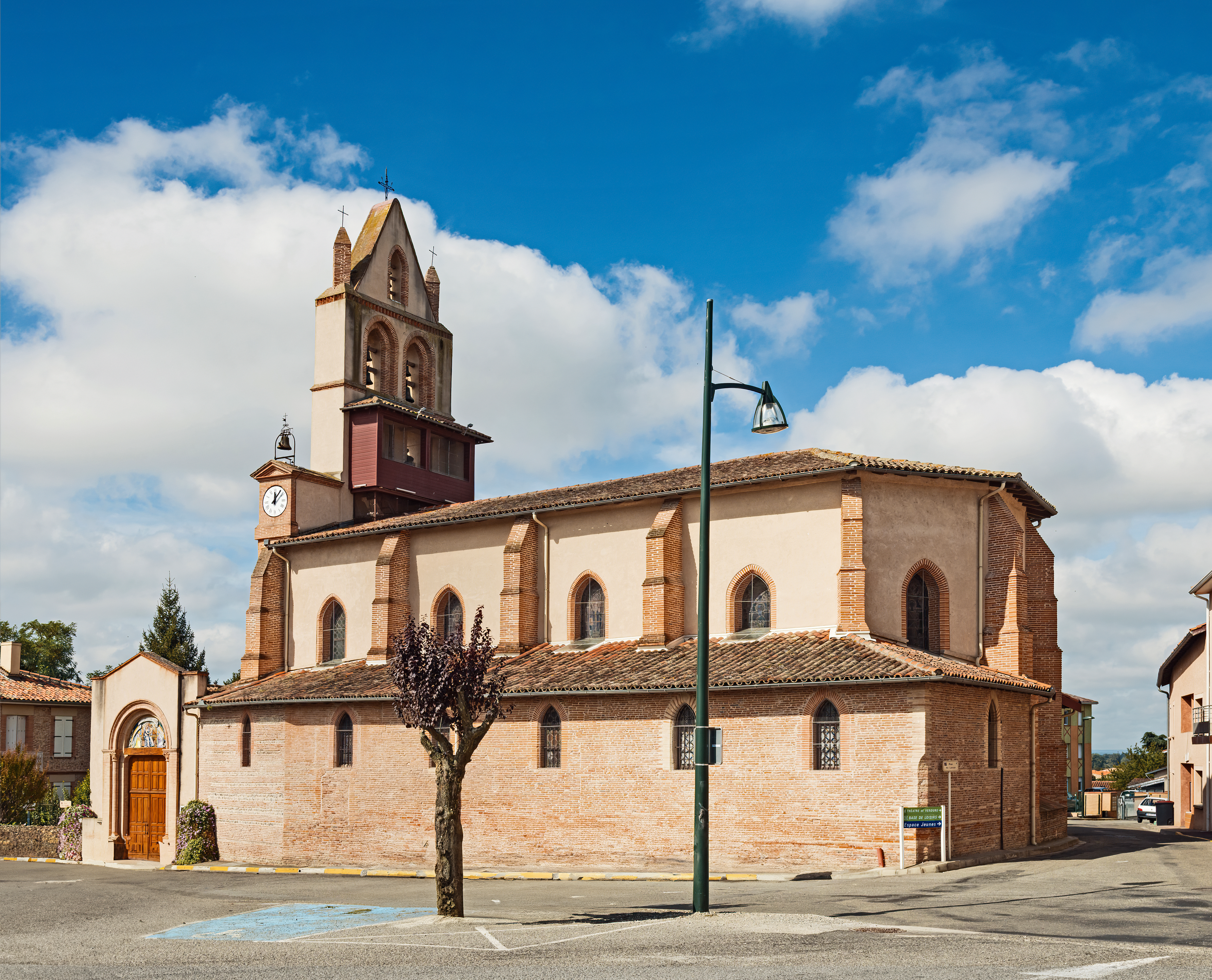
Église Saint-Martin

## Società

### Evoluzione demografica
Abitanti censiti